# Kill the Winner 仮説
Kill the Winner 仮説(KTW)とは、原核生物、 ウイルスおよび原生動物における集団動態のモデルのひとつ。限られた資源を2つの応答のどちらかに投資する原核生物の概念に基づく。その応答は、集団の成長へ優先的に投資する「競争」と攻撃から生き延びるように投資する「勝者と防衛」である。原核生物へ攻撃するウイルスやファージはより良い戦略として、集団でより優占している「勝者」へ集中することを仮定している。これによって、原核生物の集団が勝者のみになることなく複数種が共存しやすくなる。このモデルはロトカ・ヴォルテラの方程式と関連する。